# Corinne Alal
Corinne Alal (Tunes, 15 de março de 1955 – Ramat Gan, 11 de dezembro de 2024) foi uma cantora israelense, nascida na Tunísia.
Ela era lésbica assumida e teve um filho junto com a sua companheira.

## Morte
Allal morreu após uma longa batalha contra o câncer em 11 de dezembro de 2024, aos 69 anos.